# Onze-Lieve-Vrouwekerk (Wulveringem)

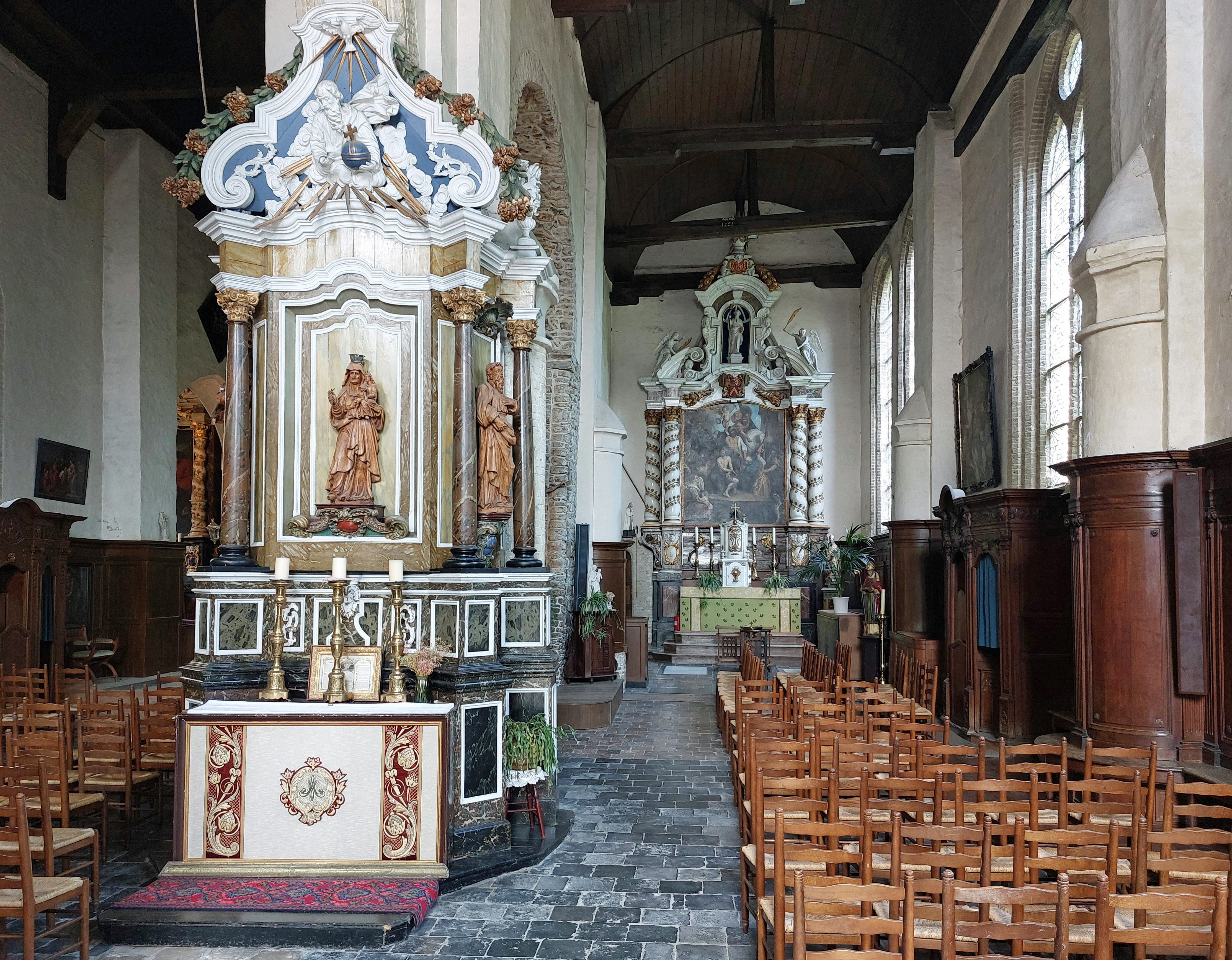
Interieur van de kerk: rechterbeuk

De Onze-Lieve-Vrouwekerk is de parochiekerk van de tot de West-Vlaamse gemeente Veurne behorende plaats Wulveringem, gelegen aan de Wulveringemstraat.
Wulveringem werd in 1135 een zelfstandige parochie waarvan het patronaatsrecht bij de Sint-Niklaasabdij te Veurne berustte.

## Gebouw
Het is een van oorsprong romaanse kruiskerk met vieringtoren en twee zijbeuken die lager waren dan het middenschip. Deze kerk stamt uit de 2e helft van de 12e eeuw en werd gebouwd in ijzerzandsteen. In de 15e en 16e eeuw werd de laatgotische koorpartij toegevoegd. In 1554 werd de romaanse zuidelijke zijbeuk verbreed tot een laatgotische beuk. In 1728 stortte de romaanse vieringtoren in, waarbij de romaanse noordbeuk werd vernield. Een met leien bedekte, vierkante dakruiter werd vervolgens aangebracht.
Van de romaanse kerk zijn nog tal van resten aanwezig. De laatgotische wijzigingen werden in baksteen uitgevoerd. De westgevel toont twee fraaie puntgevels.

## Interieur
Het betreft een tweebeukige hallenkerk, overwelfd tongewelven. Ook in het interieur zijn overblijfselen van de romaanse kerk te onderscheiden.
De kerk bezit een aantal schilderijen uit de 17e en 18e eeuw, waaronder Jezus te gast bij Simon en Maria Magdalena van Jan Van Reyn (Vlaamse Meesters in Situ). Ook zijn er diverse beelden uit de 17e en 18e eeuw, waaronder een terracotta medaillon: Sint-Job vol Wonden en Zeeren Aanroept den Bijstand des Heeren.
Het hoofdaltaar is in barokke stijl uit de eerste helft van de 18e eeuw. In de zuidbeuk bevindt zich een altaar, gewijd aan Sint-Anna. Koorgestoelte, lambrisering en communiebank zijn in Lodewijk XV-stijl en Lodewijk XVI-stijl. De preekstoel is in renaissancestijl en is van het eerste kwart van de 16e eeuw, maar werd in 1680 van nieuwe panelen voorzien. De biechtstoel van 1655 is in late renaissancestijl. Het doopvont is van 1708, en het oorspronkelijke romaanse doopvont bevindt zich in Kasteel Beauvoorde.
De orgelkast is in Lodewijk XV-stijl, midden 18e eeuw.
De kerk wordt omringd door een kerkhof, en is gelegen tegenover het kasteel.